# Los imaginadores (serie de televisión)
Los Imaginadores (título original: Imagination Movers) es una serie infantil de televisión  estadounidense que fue emitida desde el 2008 hasta el 2013, producida para Playhouse Disney y Zydeco Productions. 
La trama se centra en un grupo de amigos amantes de la música que viven en un taller, donde se encargan de resolver problemas mediante lluvias de ideas y canciones. 
Los miembros del grupo son Rich, Scott, Dave y Smitty, que junto al ratón del taller y sus vecinos: Nina y Knit Knots (conocido como Tío Nudos en Latinoamérica o Sosáinez en España), un hombre mayor con un gran gusto por las cosas aburridas, trabajan juntos para encontrar soluciones creativas a los desafíos que enfrentan.

## Producción y emisión

### Primera temporada (septiembre de 2007 - agosto de 2009)
La producción de la serie comenzó en septiembre de 2007 con la filmación de los primeros cinco episodios. En marzo de ese mismo año, como antesala al lanzamiento televisivo, Walt Disney Records lanzó el primer álbum de Imagination Movers, titulado Juice Box Heroes, que fue distribuido en todo Estados Unidos. Junto con el álbum, se estrenaron videos musicales de las canciones Can You Do It?, Calling All Movers y Numbers in a Bag.
El estreno oficial de la serie tuvo lugar el 6 de septiembre de 2007 en el canal Playhouse Disney en Estados Unidos, y más adelante, el 24 de noviembre de 2007, en Playhouse Disney Latinoamérica. Durante esta etapa, el logotipo de la banda se mantuvo sin cambios, pero el color de sus overoles pasó a ser azul.
El 7 de julio de 2009, Walt Disney Records lanzó el segundo álbum del grupo, titulado For Those About to Hop.

### Segunda temporada (septiembre de 2009 - noviembre de 2010)
El 5 de septiembre de 2009 se estrenó la segunda temporada de Los Imaginadores en el canal Playhouse Disney Channel, y el 1 de marzo de 2010 en el canal Playhouse Disney Channel Latinoamérica. 
El 21 de septiembre de 2010, Walt Disney Records presenta el tercer CD de Imagination Movers, llamado In a Big Warehouse.

### Tercera temporada (febrero de 2011 - abril de 2013)
El 14 de febrero de 2011 se estrenó la tercera temporada de la serie en Disney Junior.
Reemisiones (mayo 2013 - 2015)
Después de la finalización de la serie, seguiría reemitiendo episodios.
Vuelta a la pantalla (5 de diciembre de 2022 - 30 de diciembre de 2022)
Después de casi 7 años sin emitirse, la serie volvería a la pantalla por un mes en el bloque de Disney Junior: "La Hora Sorpresa".

## Personajes / Reparto
- Rich Collins como Rich
- Scott Durbin como Scott
- David Poche como Dave
- Scott Smith como Smitty
- Wendy Calio como Nina
- Douglas Fisher como Tío Nudos
- Kevin Carlson como el ratón del taller
- Kath Soucie como Mensajitos

## Doblaje
| Personaje | Actor original  | Doblaje para Hispanoamérica     | Doblaje para España    |
| --------- | --------------- | ------------------------------- | ---------------------- |
| Rich      | Richard Collins | David Bueno Villegas            | David Hernán           |
| Scott     | Scott Durbin    | Antonio de Jesús Ortiz Velenciz | Miguel Ángel Varela    |
| Dave      | David Poche     | Jaime Rojas Vargas              | Artur Palomo           |
| Smitty    | Scott Smith     | Sergio Moisés Zaldívar Gómez    | Ramón González Goyanes |
| Nina      | Wendy Calio     | María Inés Guerra               | Ana Esther Alborg      |

## Episodios
| # | # | Episodios | Audiencia (en millones de personas) | Discos | Estreno   | DVD      | DVD      | DVD      |
| # | # | Episodios | Audiencia (en millones de personas) | Discos | Estreno   | Región 1 | Región 2 | Región 4 |
| - | - | --------- | ----------------------------------- | ------ | --------- | -------- | -------- | -------- |
|   | 1 | 26        | 6                                   | ?      | 2007–2009 | ?        | ?        | ?        |
|   | 2 | 25        | 19                                  | ?      | 2009–2010 | ?        | ?        | ?        |
|   | 3 | 24        | 20                                  | ?      | 2011–2013 | ?        | ?        | ?        |

### Primera temporada
| N.º en serie | N.º en temp. | Título                             | Dirigido por | Escrito por | Fecha de emisión original | Código de prod. | Audiencia (millones) |
| ------------ | ------------ | ---------------------------------- | ------------ | ----------- | ------------------------- | --------------- | -------------------- |
| 1            | 1            | «El ruido misterioso»              | —            | —           | 6 de septiembre de 2007   | 118             | ?                    |
| 2            | 2            | «Dolor de dientes»                 | —            | —           | 6 de septiembre de 2007   | 110             | ?                    |
| 3            | 3            | «¡Qué frío!»                       | —            | —           | 8 de septiembre de 2007   | 107             | ?                    |
| 4            | 4            | «Un día peliagudo»                 | —            | —           | 9 de septiembre de 2007   | 104             | ?                    |
| 5            | 5            | «Un problema de perros»            | —            | —           | 10 de septiembre de 2007  | 102             | ?                    |
| 6            | 6            | «Lenguaje corporal»                | —            | —           | 11 de septiembre de 2007  | 109             | ?                    |
| 7            | 7            | «Súpergoma»                        | —            | —           | 12 de septiembre de 2007  | 108             | ?                    |
| 8            | 8            | «Lectura pesada»                   | —            | —           | 13 de septiembre de 2007  | 112             | ?                    |
| 9            | 9            | «¡Vientos!»                        | —            | —           | 15 de septiembre de 2007  | 103             | ?                    |
| 10           | 10           | «Historia de abejas / La robobeja» | —            | —           | 16 de septiembre de 2007  | 106             | ?                    |
| 11           | 11           | «La No-fiesta»                     | —            | —           | 17 de septiembre de 2007  | 101             | ?                    |
| 12           | 12           | «Los estornudos de Dave»           | —            | —           | 18 de septiembre de 2007  | 113             | ?                    |
| 13           | 13           | «Un cubo de problemas»             | —            | —           | 20 de septiembre de 2007  | 105             | ?                    |
| 14           | 14           | «El misterio de la llave perdida»  | —            | —           | 22 de septiembre de 2007  | 115             | ?                    |
| 15           | 15           | «Wayne Baila»                      | —            | —           | 27 de septiembre de 2007  | 116             | ?                    |
| 16           | 16           | «Hipo»                             | —            | —           | 4 de octubre de 2007      | 111             | ?                    |
| 17           | 17           | «Hecho pedazos»                    | —            | —           | 18 de octubre de 2007     | 121             | ?                    |
| 18           | 18           | «El problema de la gran calabaza»  | —            | —           | 25 de octubre de 2007     | 122             | ?                    |
| 19           | 19           | «Diviértete»                       | —            | —           | 8 de noviembre de 2007    | 120             | ?                    |
| 20           | 20           | «Nudos se atora»                   | —            | —           | 22 de noviembre de 2007   | 119             | ?                    |
| 21           | 21           | «Un problema presente»             | —            | —           | 6 de diciembre de 2007    | 117             | ?                    |
| 22           | 22           | «¿Quién le teme al ratón feroz?»   | —            | —           | 31 de enero de 2009       | 125             | ?                    |
| 23           | 23           | «La marcha de los imaginadores»    | —            | —           | 1 de marzo de 2009        | 123             | ?                    |
| 24           | 24           | «El tesoro del taller»             | —            | —           | 21 de marzo de 2009       | 126             | ?                    |
| 25           | 25           | «Día de las madres»                | —            | —           | 9 de mayo de 2009         | 114             | ?                    |
| 26           | 26           | «A dormir, Rich»                   | —            | —           | 15 de agosto de 2009      | 124             | ?                    |

- Los episodios tienen distinto orden en la región de Latinoamérica, ya que esta comenzó con orden de filmación y producción.